# 側頭頭頂接合部

ヒト脳の左外側面。赤色の所が側頭頭頂接合部（TPJ）。

側頭頭頂接合部（そくとうとうちょうせつごうぶ、英：Temporo-parietal junction 略：TPJ）は、側頭葉と頭頂葉が接する領域。大脳皮質の一領域、外側溝の後方に位置する。脳回としては下頭頂小葉（縁上回と角回）の下部と上側頭回の後部に相当する。この領域は「自他の区別」や「心の理論」（TOM）と関わる重要な役割を担っていると考えられている。またこの領域は体外離脱体験（OBE）や、自己像幻視（AS）のような現象と関わりを持つことが知られている。この領域が損傷したり、電気刺激されることで、体外離脱体験が引き起こされる、という例が報告されている。

## 画像

赤色で示す所が側頭頭頂接合部。